# فلورين شرق أفريقيا
فلورين شرق أفريقيا كان العملة المتداولة في المستعمرات والمحميات البريطانية في شرق أفريقيا خلال الفترة ما بين عامي 1920 و1921. كان فلورين شرق أفريقيا مقسمًا إلى 100 سنت. وقد حل محل الروبية الشرق أفريقية لبعض الوقت، قبل أن يُستُبدل بالشلن الشرق الأفريقي، والذي كان يُعادل نصف فلورين، أي أن الفلورين الشرق أفريقي الواحد كان يعادل 2 شلنًا.

## الوصف

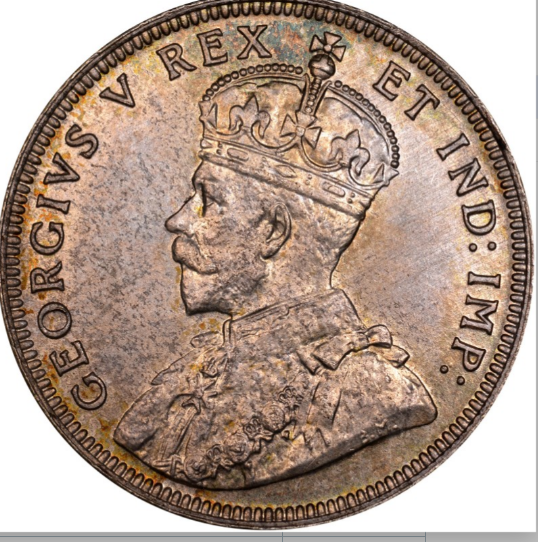
الوجه الأمامي لعملة 1 فلورين شرق أفريقيا

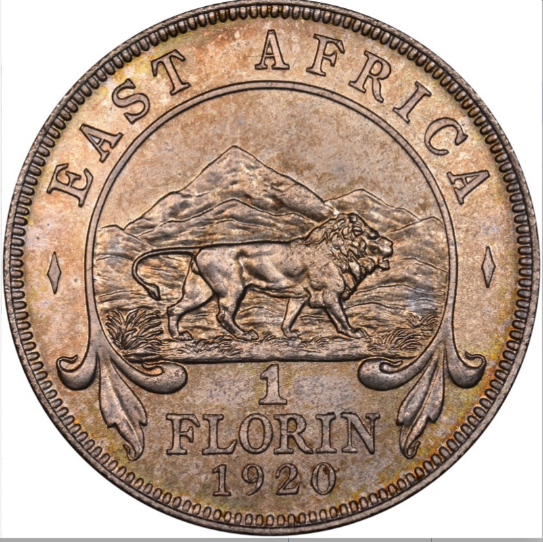
الوجه الخلفي لعملة 1 فلورين شرق أفريقيا

كانت عملة فلورين شرق أفريقيا المسكوكة من فئة 1 فلورين عبارة عن عملة معدنية دائرية الشكل مصنوعة من الفضة، وتزن 11.66 غرامًا، وقد ظهر على الوجه الأمامي للعملة نقش للملك جورج الخامس ملك بريطانيا، بينما كُتب على وجهها الخلفي في الجزء العلوي عبارة شرق أفريقيا باللغة الإنجليزية، وفي الجزء السفلي كتب 1920، وهو تاريخ إصدار العملة. كانت العملات المعدنية المسكوكة من فئات 25 سنتًا، و50 سنتًا، و1 فلورين شرق أفريقي تُصنع من الفضة، بينما كانت العملات المعدنية المسكوكة من فئات 1 سنت، و5 سنتات، و10 سنتات تُصنع من سبيكة النيكل والنحاس.

## الإصدارات

### العملات المعدنية المسكوكة
استمر تداول عملة فلورين شرق أفريقيا لفترة زمنية وجيزة لم يُصدر خلالها سوى عدد قليل من العملات المعدنية، وبالتالي أصبحت عملات فلورين شرق أفريقيا نادرة اليوم. ففي الفترة ما بين عامي 1920 و1921 سُكّت العملات المعدنية من فئات 1 سنت، و5 سنتات، و10 سنتات، والتي كانت تُصنع من النيكل والنحاس، وفئات 25 سنتًا، و50 سنتًا، و1 فلورين شرق أفريقي، والتي كانت تُصنع من الفضة. ولكن وفقًا للكتالوج القياسي للعملات العالمية، فإن العملة من فئة 50 سنت لم تُطرح للتداول، ولم تُطرح سوى 30% من العملات المعدنية المسكوكة من فئات 1 سنت، و5 سنتات، و10 سنتات للتداول قبل استبدالها.

### النقود الورقية
أصدر مجلس العملة في شرق أفريقيا عام 1920 نقودا ورقية من فئات 1 فلورين، و5 فلورين، و10 فلورين، و20 فلورين، و50 فلورين، و100 فلورين، و500 فلورين شرق أفريقي، وكانت العملات الورقية من فئات 10 فلورين شرق أفريقي فأكثر تحمل نفس فئات الجنيه الإسترليني (1، 2، 5، 10، و50).